# Neoabsolutismus
Mit Neoabsolutismus bezeichnet man unter anderem die Regierungsform im Kaisertum Österreich in den Jahren von 1851 bis 1860 nach der Niederschlagung der Märzrevolution, die sich am Aufgeklärten Absolutismus des 18. Jahrhunderts orientierte und durch das Fehlen einer Verfassung im formellen Sinn oder eines Parlaments geprägt war. Eine vergleichbare Periode erlebte auch das Königreich Preußen oder Frankreich im Zweiten Kaiserreich. Für ähnliche Phänomene außerhalb Österreichs ist der Begriff Spätabsolutismus gebräuchlich.

## Kaisertum Österreich

### Vorgeschichte

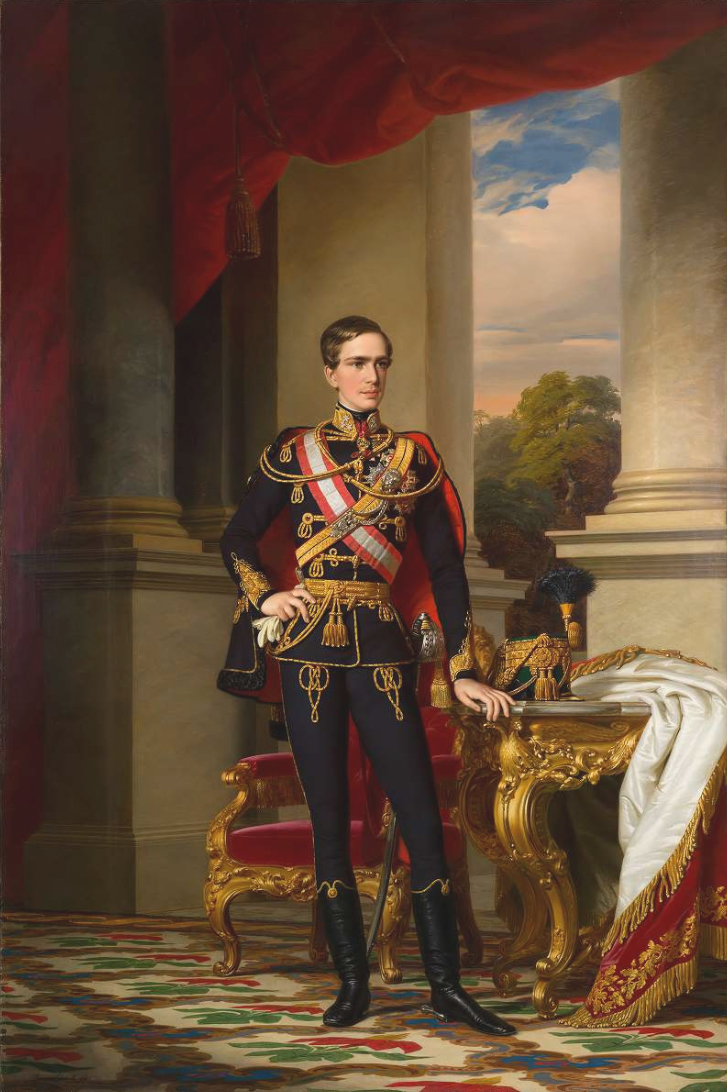
Der junge Kaiser Franz-Josef I.

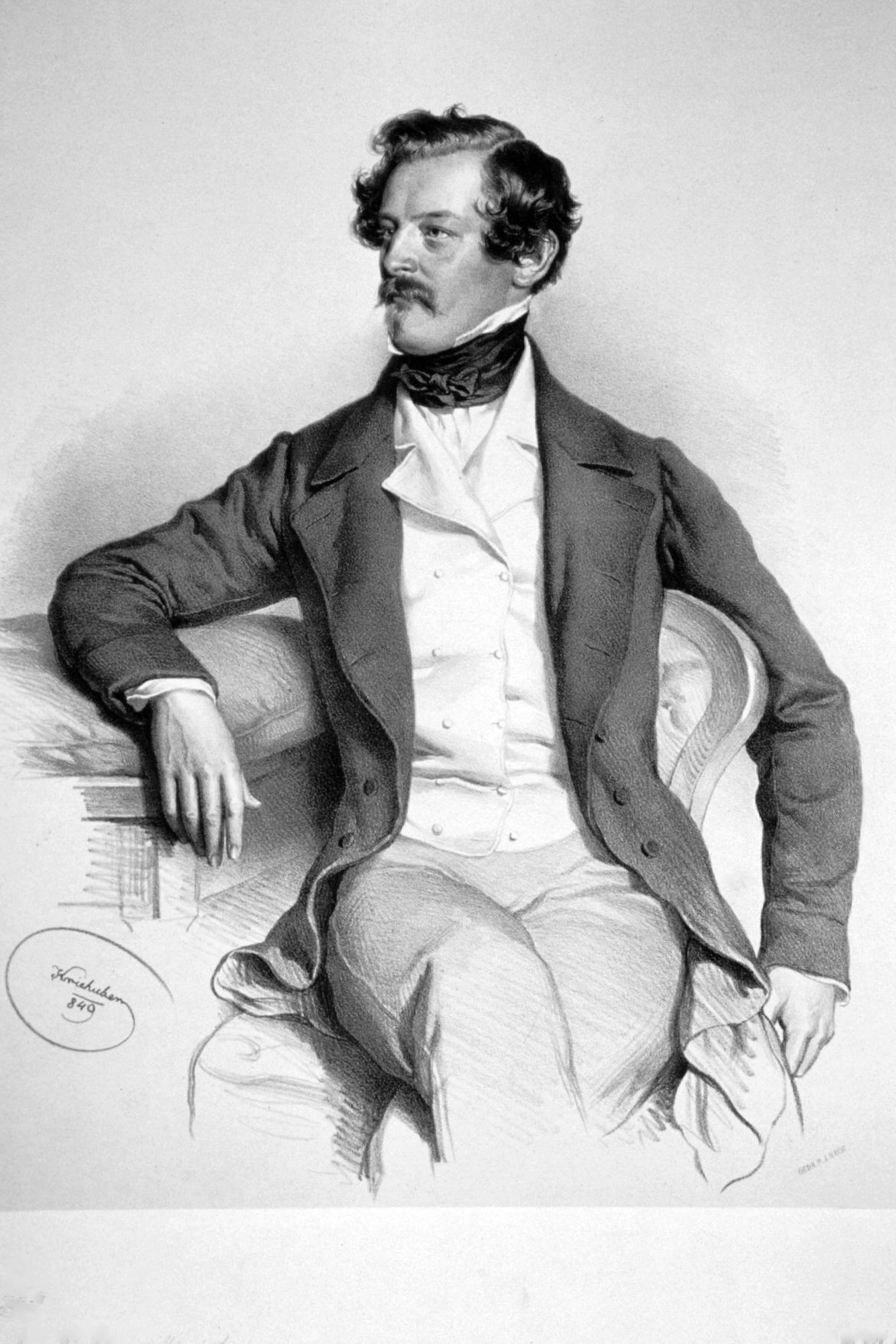
Minister Bach

Im Zuge der Revolution von 1848/49 im Kaisertum Österreich hatte Kaiser Ferdinand I. zunächst einige liberale Zugeständnisse gemacht, wie die Abschaffung der Zensur, und ließ einen Entwurf zu einer konstitutionellen Monarchie (Pillersdorfsche Verfassung) ausarbeiten. Dennoch breitete sich die Revolution auf alle Teile der Monarchie aus. In der Lombardei führte der Mailänder Volksaufstand zum Ersten Italienischen Unabhängigkeitskrieg, in Böhmen brach der Prager Pfingstaufstand aus, und schon im März hatte die Revolution ausgehend von Pest auf das Königreich Ungarn übergegriffen.
Kaiser Ferdinand I. machte weitere Zugeständnisse, die zu Bauernbefreiung und Beendigung der Erbuntertänigkeit sowie der Konstitution eines Parlaments, genannt Reichstag, führten. Nach dem Wiener Oktoberaufstand 1848 gewannen jedoch die konservativen Kräfte die Oberhand, die österreichischen Delegierten in der Frankfurter Nationalversammlung wurden zurückbeordert, und Ferdinand I. musste im Dezember zu Gunsten seines Neffen Franz Joseph I. abdanken. Am 7. März 1849 wurde der nach Kremsier in Mähren geflohene österreichische Reichstag vom neuen Kaiser und Fürst Felix zu Schwarzenberg aufgelöst und daraufhin die Revolution in Ungarn mit Hilfe von russischen Truppen niedergeschlagen. Die Oktroyierte Märzverfassung trat praktisch nie in Kraft und wurde am 31. Dezember 1851 durch das Silvesterpatent auch formal außer Kraft gesetzt. Damit regierte der Kaiser wieder absolut.

### Maßnahmen
Alexander von Bach wurde vom jungen Kaiser Franz Joseph I. mit der Neugestaltung Österreichs im konservativen zentralistischen Sinn beauftragt und war ab 1852 zwar nicht formal, aber de facto der eigentliche Leiter der Regierung („Ministerium Bach“). Ein vom Kaiser einberufener Reichsrat hatte keine Bedeutung.
In der Folge wurden die Zensur wieder eingeführt, die Universitäten reformiert und durch das Konkordat von 1855 die Pflichtschulen wieder in die Obhut der katholischen Kirche übergeben, der sie Kaiserin Maria Theresia 1774 entzogen hatte. Nicht aufgehoben wurde hingegen die Bauernbefreiung sowie die Bodenreform in den österreichischen und böhmischen Kronländern. Daneben konnte sich der bürgerliche Kapitalismus weiter durchsetzen, und es kam zu einer ersten Gründerzeit. Die Wiener Stadtmauern wurden 1858 abgerissen, um der neu angelegten Ringstraße Platz zu machen.

### Ausklang und Folgen
Die Regierung Bach kam jedoch schon 1859 durch den Zweiten Italienischen Unabhängigkeitskrieg mit Sardinien-Piemont in Bedrängnis und musste nach der Niederlage von Solferino zurücktreten. Mit dem Oktoberdiplom von 1860 und dem Februarpatent von 1861 kehrte der Kaiser vom neoabsolutistischen Regierungssystem erstmals wieder ab. Endgültig beendet wurde die Phase des Neoabsolutismus allerdings erst nach dem Deutschen Krieg von 1866 durch die Dezemberverfassung von 1867 und den Österreichisch-Ungarischen Ausgleich.
Historisch ist der österreichische Neoabsolutismus sowohl als Versuch zu betrachten, liberale Kräfte auszuschalten und die Macht allein in die Hand des Kaisers zurückzubringen, als auch als Gegenmodell zum aufkommenden Nationalismus der italienischen, tschechischen, slowakischen und ungarischen Bevölkerung im Vielvölkerstaat. Genauso war er gegen den großdeutschen Nationalismus gerichtet und verhinderte somit die nationale Einheit Deutschlands mit Einbeziehung der deutschsprachigen österreichischen Kronländer (Großdeutsche Lösung).
In Kunst und Architektur beförderte der Neoabsolutismus den Historismus. Eines der ehrgeizigsten Projekte war das Kaiserforum Wien. Zahlreiche Denkmäler und Inschriften sollten die Größe der Habsburgermonarchie vergegenwärtigen. Fehlende politische und wirtschaftliche Erfolge (Niederlagen in der Schlacht von Solferino und der Schlacht von Königgrätz, Gründerkrach an der Wiener Börse) führten allerdings zu einem Missverhältnis zwischen repräsentierter und tatsächlicher Macht, das etwa in der Wiener Operette seinen Niederschlag fand.